# 淨土崇拜
淨土崇拜，是大乘佛教中對於淨土的崇拜與信仰，它代表了大乘的理想，太虛大師說：「律為三乘共基，淨為三乘共庇。」最主要的是阿弥陀佛的西方淨土，並以淨土宗為代表，是主張以信奉他力而得到救贖的一種思想。但在東亞歷史上，不乏对弥勒菩薩、药师佛、金剛不動佛、毘盧遮那佛等佛菩萨净土的向往者，这些人的信仰都可以列入广义的净土崇拜。

## 他力論
他力論是信眾基於某一位聖人（如阿弥陀佛、弥勒菩薩、觀世音菩薩、药师佛、金剛不動佛、毘盧遮那佛）的本願，主要靠著信仰該聖人力量（他力）而升入淨土；但自己也必須修行（自力）。傳統淨土宗是認為自他合力，以他力為主，自力為輔；除了堅信佛力，自身也必須有修為。但曇鸞在阿彌陀佛四十八大願中，特別提出第十八大願，認為除了五逆與不信者之外，一切眾生都可以依第十八大願，得生西方淨土，走向完全依賴佛的絕對他力思維。日本本願宗開山祖師親鸞更認為信賴他力，即是無我的表現。淨土宗以信願為主的方法，也形成它與其他佛教宗派最大的不同點。

## 净土定義
淨土，梵文Ksetra，發音譯為剎、剎土，即地方、或世界，意思是是清淨的地方、沒有染污的莊嚴世界。但由于众生无量、佛菩萨无量，所以净土也并非只有阿彌陀佛的西方净土一处，而是遍布于十方三世，接引不同根性的众生。

## 净土经典

### 弥陀净土经典
弥陀经典成立的地点是公元初年的西北印度，而弥陀信仰的起源、极乐世界的原型至今尚无定论。西方学者大多认为弥陀信仰受到中亚波斯琐罗亚斯德教中的太阳崇拜影响。据这些学者考证，阿弥陀（Amita）从词源上可以追溯到上古波斯神话和印度神话中的太阳神密特拉（Mitras）；亦有学者认定，阿弥陀佛的信仰出自印度文明内部。他们认为在《考史多启奥义书》（Kausitaki Upanisad）中描绘的梵天玉座名为“无量威力”（Amitojas）与佛教的“无量光”之理念相通，并且这一奥义书中的死后世界在细节上和极乐世界有很多相似之处。而极乐世界中的七宝莲池、黄金大地，也与印度人心目中的理想世界形态密切相关。
- 《般舟三昧经》，由支娄迦谶于东汉灵帝光和二年翻译，为最早传入中国的净土相關经典。该经描述了通过观想或念诵佛名，而使十方诸佛（特别是阿弥陀佛）现前的法门要义。
- 《阿弥陀经》，由鸠摩罗什翻译。该经用简洁华丽的笔法描绘净土世界的清净庄严，并有持名念佛的法门。现存唐玄奘的重译，名为《称赞净土佛摄受经》。
- 与《阿弥陀经》类似的短篇佛经尚有《阿弥陀鼓音声王陀罗尼经》，简称《鼓音声经》，译者不详。该经也是释迦解说阿弥陀佛功德之作，但有两点特色：一为经中记载的阿弥陀佛父母之名；二为经内含的“鼓音声王大陀罗尼”。
- 《观无量寿经》，简称《观经》，系刘宋畺良耶舍译。此经目的在于指导净土修行者对极乐世界进行观想，其中十六种观门中的最后三种主要描述了“九品往生”的状况。
- 《无量寿经》是净土宗的主经，介绍阿弥陀佛前生法藏比丘的功德和他立誓成佛所许的本愿。该经有众多译本，现存的有东汉、孙吴、曹魏、唐朝、宋朝译出的五种不同版本。其中唐代译本被蕅益大师认为是五个译本中最佳的，而曹魏版则得到印光大师的支持，流传较广。而不同时期也有不同人作出努力，尝试把这几个译本会集起来，形成一综合的会集本。现代较流行的会集本是民国夏莲居所撰，得到净空法师的推崇而传播。

往生净土的教义在印度本土则不甚流行。鳩摩羅什翻译的龙树《十住毘婆沙论》中之《易行品》认为，忆念、称名、礼敬诸佛菩萨，是达到阿惟越致地的易行道。在《大智度论》中也有赞颂弥陀净土章节。但它们都不是专门阐明净土信仰的论著。世亲著有《往生论》是印土唯一的净土论述，由元魏菩提流支译出。它阐说礼拜、赞叹、观察、作愿、回向五念门，谓修习此五念门可得种种成就，往生西方，终能自利利他而获菩提。

### 弥勒净土经典
- 《观弥勒菩萨上生兜率天经》由刘宋沮渠京声译。此经描述弥勒菩萨命终往生兜率天宫情形，对兜率净土有生动描写，又点明欲往生兜率者所应行的修行善业、念佛形象、口诵弥勒圣名等修法。此经与《观无量寿经》观点相通，可视为同一时代背景下之作品。
- 《观弥勒菩萨下生经》，西晋竺法护译。此经宣扬弥勒下生信仰，有弥勒在后世人寿达八万四千岁时会降生人间，建立人间净土的预言。
- 《弥勒大成佛经》，由鸠摩罗什译。其与《观弥勒菩萨下生经》相近，然内容更丰富。

以上三部经，合称“弥勒三部经”，若加上同样描述弥勒下生内容的《弥勒来时经》《弥勒受决经》《弥勒下生成佛经》，则合称“弥勒六部经”。也有观点认为弥勒经典还应加上弥勒的本生谈《一切智光明仙人慈心因缘不食肉经》（译者不详）、竺法护译《弥勒菩萨所问本愿经》、《楞严经弥勒菩萨圆通章》等经典。

### 药师净土经典
东晋帛尸梨蜜多罗译，附《佛说灌顶大神咒经》中的《佛说灌顶拔除罪过生死得度经》，是药师经典传入中国之始。隋达摩笈多译《佛说药师如来本愿经》。唐玄奘法师译《药师琉璃光如来本愿功德经》。唐义净法师又译有《藥師琉璃光七佛本願功德經》。前三种译本内容大体一致，只提“药师净土”，义净译本则略有不同，记载了“七佛净土”，且附有“药师琉璃光如来大陀罗尼”，故内容更丰富。然今日最流行的仍为玄奘译本，但通行的玄奘本从东晋译本补入八大菩萨名，从唐义净译本补入药师真言及前后文二十余行，并非原版。

### 阿閦佛净土经典
后汉支娄迦谶译有描述东方妙喜世界的《阿閦佛国经》，与《大宝积经·不动如来会》同本异译。阿閦佛净土代表了重现实的、自力的、智证的、重头陀行的净土思想，与重理想的、他力的、信愿的弥陀净土形成了鲜明的对比。

### 人间净土
在近现代，太虚大师是能突破已有理论，使净土的观念得到更新的佛教界代表。和传统上的“山林佛教”、“僧侣佛教”不同，太虚大师宣扬的是“人生佛教”，关注的是人间的苦难，他宣扬的净土，则是“人间净土”。他批评那些为了一己解脱而修习净土的行者，认为这是小乘自了汉的做法，并非大乘的净土行。他认为凭借各人的精诚之心，去修集净善的因缘，久之久之，浊恶的人间便可一变而为庄严净土；因此，不必于人间之外另求净土。太虚的弟子印顺法师进一步发展了他的观念。印顺认为，西方淨土，本代表着無量光、無量壽的“永恆與福樂的圓滿”，代表着佛的果德，而中國人特重西方淨土，则因为重佛的果德，而忽略阿閦佛净土代表的菩萨智证大行；又忽略了彌勒淨土代表的人间净土信行；這是一种偏頗的發展，而不是阿彌陀佛淨土的真義。因此太虚、印顺两位大师，在演说净土的时候都比较突出它与人间的联系，普遍重视与人间联系更紧密的弥勒净土和药师佛的东方琉璃世界。

## 汉传佛教裡的其他净土
西晋竺法护译的《文殊师利佛土严净经》讲述了文殊菩萨成佛时所建立的庄严净土。但此净土在中国历史上少人信奉。

## 研究書目
- 望月信亨著，釋印海譯：《中國淨土教理史》（臺北：慧日講堂，1974）。